# Агнеш Хелер
Агнеш Хелер (на унгарски: Heller Ágnes) е унгарска философка, работила дълго време и в Съединените щати.

## Биография
Тя е родена на 12 май 1929 година в Будапеща в еврейско семейство от средната класа. Завършва Будапещенския университет при Дьорд Лукач и по-късно преподава там, като е неколкократно уволнявана и изключвана от Комунистическата партия. От 60-те години е част от Будапещенската школа на Лукач, а през 1977 година емигрира в Австралия и по-късно в Ню Йорк, като постепенно се дистанцира от марксизма.

## Отличия и награди
- Награда „Лесинг“, Хамбург (1981)
- Хана Арент професор по философия, Бремен (1994)
- Награда „Шечени“ за наука (1995)
- Почетен доктор на Университета на Мелбърн (1996)
- Почетен доктор на Университета на Буенос Айрес (1997)
- Орден за заслуги на Републка Унгария (граждански), голям кръст със звезда (2004)
- Награда на италианската секция на Европейския парламент (2004)
- Златен медал Pro Scientia (2005)
- Награда „Зонинг“ (2006)
- Награда „Херман Коен“ (2007)
- Награда „Моника Виг“ (2007)
- Награда „Дьорд Машике Вареги“ (2007)
- Почетен гражданин на Будапеща (2008)
- Медал „Гьоте“ на Гьоте-институт (2010)
- Медал за гражданска активност на Унгарската социалистическа партия (2011)
- Награда „Конкордия“ за публицистика, Виена (2012)
- Награда „Карл фон Осиецки“ за съвременна история и политика, Олденбург (2012)
- Медал „Валенберг“ (2014)
- Международна награда „Вили Бранд“ на Германската социалдемократическа партия (2015)[2]
- Почетен доктор на Университета на Инсбрук (2015)
- Международната литературна награда „Манес Шпербер“, Виена (2018)